# Revival Tour
 (septembre 2023).
La mise en forme du texte ne suit pas les recommandations de Wikipédia : il faut le « wikifier ».
Les points d'amélioration suivants sont les cas les plus fréquents :
- Les titres sont pré-formatés par le logiciel. Ils ne sont ni en capitales, ni en gras.
- Le texte ne doit pas être écrit en capitales (les noms de famille non plus), ni en gras, ni en italique, ni en « petit »…
- Le gras n'est utilisé que pour surligner le titre de l'article dans l'introduction, une seule fois.
- L'italique est rarement utilisé : mots en langue étrangère, titres d'œuvres, noms de bateaux, etc.
- Les citations ne sont pas en italique mais en corps de texte normal. Elles sont entourées par des guillemets français : « et ».
- Les listes à puces sont à éviter, des paragraphes rédigés étant largement préférés. Les tableaux sont à réserver à la présentation de données structurées (résultats, etc.).
- Les appels de note de bas de page (petits chiffres en exposant, introduits par l'outil «  Source ») sont à placer entre la fin de phrase et le point final[comme ça].
- Les liens internes (vers d'autres articles de Wikipédia) sont à choisir avec parcimonie. Créez des liens vers des articles approfondissant le sujet. Les termes génériques sans rapport avec le sujet sont à éviter, ainsi que les répétitions de liens vers un même terme.
- Les liens externes sont à placer uniquement dans une section « Liens externes », à la fin de l'article. Ces liens sont à choisir avec parcimonie suivant les règles définies. Si un lien sert de source à l'article, son insertion dans le texte est à faire par les notes de bas de page.
- La présentation des références doit suivre les conventions bibliographiques. Il est recommandé d'utiliser les modèles {{Ouvrage}}, {{Chapitre}}, {{Article}}, {{Lien web}} et/ou {{Bibliographie}}. Le mode d'édition visuel peut mettre en forme automatiquement les références.
- Insérer une infobox (cadre d'informations à droite) n'est pas obligatoire pour parachever la mise en page.

Pour une aide détaillée, merci de consulter Aide:Wikification.
Si vous pensez que ces points ont été résolus, vous pouvez retirer ce bandeau et améliorer la mise en forme d'un autre article.
 (janvier 2018).
Tournées par Selena Gomez
Stars Dance Tour
(2013-2014) Rare Tour
(Annoncé)
Le Revival Tour est la deuxième tournée solo de la chanteuse américaine Selena Gomez, basée sur son album Revival. Le groupe DNCE assure la première partie pour la plupart des concerts. Initialement prévue du 6 mai 2016 au 18 décembre 2016, la tournée s'est interrompue le 13 août 2016 à Auckland. Selena Gomez s'est rendue en Amérique du Nord, en Asie et en Océanie. Les 36 concerts prévus après le 13 août 2016 en Amérique du Nord, en Europe et en Amérique du Sud ont été annulés à cause d'un lupus.

## Dates
Le 5 octobre 2015, les dates de la tournée en Amérique du Nord sont publiées sur le site officiel de Selena Gomez. Le 25 avril 2016, les dates de la tournée en Europe sont publiées. Cependant, le 31 août 2016, Selena Gomez annonce que sa tournée européenne qui devait commencer à Helsinki est annulée à cause d'un lupus. 
| Date | Ville                            | Pays             | Salle                          | Première partie            | Audience                | Chiffre d'affaires |
| --- | -------------------------------- | ---------------- | ------------------------------ | -------------------------- | ----------------------- | ------------------ |
| Amérique du Nord |                                  |                  |                                |                            |                         |                    |
| 6 mai 2016 | Las Vegas                        | États-Unis       | Mandalay Bay Events Center     | DNCE et Bea Miller         | 9.098/9.143             | 696.000 dollars    |
| 8 mai 2016 | Fresno                           | États-Unis       | Save Mart Center               | DNCE et Bea Miller         | 10.006/10.114           | 598.000 dollars    |
| 10 mai 2016 | Sacramento                       | États-Unis       | Sleep Train Arena              | DNCE et Bea Miller         | 11.201/11.285           | 701.000 dollars    |
| 11 mai 2016 | San José                         | États-Unis       | SAP Center                     | DNCE et Bea Miller         | 12.002/12.085           | 798.00 dollars     |
| 13 mai 2016 | Seattle                          | États-Unis       | KeyArena                       | DNCE et Bea Miller         | 13.501/13.595           | 703.000 dollars    |
| 14 mai 2016 | Vancouver                        | Canada           | Rogers Arena                   | Bea Miller et Tyler Shaw   | 11.007/11.050           | 691.000 dollars    |
| 16 mai 2016 | Edmonton                         | Canada           | Rexall Place                   | DNCE et Bea Miller         | 10.010/10.10 (COMPLET)  | 802.000 dollars    |
| 17 mai 2016 | Calgary                          | Canada           | Scotiabank Saddledome          | DNCE et Bea Miller         | 13.000/13.000 (COMPLET) | 856.000 dollars    |
| 19 mai 2016 | Saskatoon                        | Canada           | SaskTel Centre                 | DNCE et Bea Miller         | 10.062/10.102           | 723.000 dollars    |
| 20 mai 2016 | Winnipeg                         | Canada           | MTS Centre                     | Bea Miller et Tyler Shaw   | 11.008/11.008 (COMPLET) | 799.000 dollars    |
| 22 mai 2016 | Ottawa (au lieu du 25 mai 2016)  | Canada           | Centre Canadian Tire           | Bea Miller et Tyler Shaw   | 13.922/14.000           | 806.000 dollars    |
| 23 mai 2016 | London                           | Canada           | Budweiser Gardens              | DNCE et Bea Miller         | 8.635/8.635 (COMPLET)   | 574.000 dollars    |
| 25 mai 2016 | Toronto (au lieu du 22 mai 2016) | Canada           | Scotiabank Arena               | DNCE et Bea Miller         | 13.448/13.448 (COMPLET) | 921.000 dollars    |
| 26 mai 2016 | Montréal                         | Canada           | Centre Bell                    | DNCE et Bea Miller         | 15.289/15.289 (COMPLET) | 1.002.000 dollars  |
| 28 mai 2016 | Boston                           | États-Unis       | TD Garden                      | DNCE et Bea Miller         | 10.271/10.324           | 705.000 dollars    |
| 29 mai 2016 | Uncasville                       | États-Unis       | Mohegan Sun Arena              | DNCE et Bea Miller         | 7.139/7.139 (COMPLET)   | 465.000 dollars    |
| 1er juin 2016 | Brooklyn                         | États-Unis       | Barclays Center                | DNCE et Bea Miller         | 12.882/12.970           | 918.000 dollars    |
| 2 juin 2016 | Newark                           | États-Unis       | Prudential Center              | DNCE et Bea Miller         | 14.533/14.600           | 961.000 dollars    |
| 4 juin 2016 | Washington DC                    | États-Unis       | Verizon Center                 | DNCE et Bea Miller         | 12.121/12.320           | 706.000 dollars    |
| 5 juin 2016 | Cincinnati                       | États-Unis       | U.S. Bank Arena                | DNCE et Bea Miller         | 10.678/10.980           | 978.000 dollars    |
| 7 juin 2016 | Charlotte                        | États-Unis       | Time Warner Cable Arena        | DNCE et Bea Miller         | 15.789/15.840           | 1.009.000 dollars  |
| 9 juin 2016 | Atlanta                          | États-Unis       | Philips Arena                  | DNCE et Bea Miller         | 9.105/9.105 (COMPLET)   | 515.000 dollars    |
| 10 juin 2016 | Orlando                          | États-Unis       | Amway Center                   | DNCE et Bea Miller         | 9.600/9.600 (COMPLET)   | 533.000 dollars    |
| 11 juin 2016 | Miami                            | États-Unis       | AmericanAirlines Arena         | DNCE et Bea Miller         | 11.436/11.525           | 809.000 dollars    |
| 14 juin 2016 | La Nouvelle-Orléans              | États-Unis       | Smoothie King Center           | DNCE et Bea Miller         | 9.062/9.062 (COMPLET)   | 612.000 dollars    |
| 15 juin 2016 | Houston                          | États-Unis       | Toyota Center                  | DNCE et Bea Miller         | 12.023/12.050           | 834.000 dollars    |
| 17 juin 2016 | Austin                           | États-Unis       | Frank Erwin Center             | DNCE et Bahari             |                         |                    |
| 18 juin 2016 | Dallas                           | États-Unis       | American Airlines Center       | DNCE et Bahari             |                         |                    |
| 19 juin 2016 | Tulsa                            | États-Unis       | BOK Center                     | DNCE et Bahari             |                         |                    |
| 21 juin 2016 | Nashville                        | États-Unis       | Bridgestone Arena              | DNCE et Bahari             |                         |                    |
| 22 juin 2016 | Louisville                       | États-Unis       | KFC Yum! Center                | DNCE et Bahari             |                         |                    |
| 24 juin 2016 | Détroit                          | États-Unis       | The Palace of Auburn Hills     | DNCE et Bahari             |                         |                    |
| 25 juin 2016 | Chicago                          | États-Unis       | United Center                  | DNCE et Bahari             |                         |                    |
| 26 juin 2016 | St. Louis                        | États-Unis       | Scottrade Center               | DNCE et Bahari             |                         |                    |
| 28 juin 2016 | St. Paul                         | États-Unis       | Xcel Energy Center             | DNCE et Bahari             |                         |                    |
| 29 juin 2016 | Milwaukee                        | États-Unis       | Marcus Amphitheater (festival) | DNCE et Bahari             |                         |                    |
| 1er juillet 2016 | Kansas City                      | États-Unis       | Sprint Center                  | DNCE et Bahari             |                         |                    |
| 2 juillet 2016 | Denver                           | États-Unis       | Pepsi Center                   | DNCE et Bahari             |                         |                    |
| 5 juillet 2016 | Phoenix                          | États-Unis       | Talking Stick Resort Arena     | DNCE et Bahari             |                         |                    |
| 6 juillet 2016 | San Diego                        | États-Unis       | Valley View Casino Center      | DNCE et Bahari             |                         |                    |
| 8 juillet 2016 | Los Angeles                      | États-Unis       | Staples Center                 | DNCE et Bahari             |                         |                    |
| 9 juillet 2016 | Anaheim                          | États-Unis       | Honda Center                   | Bea Miller et Charlie Puth |                         |                    |
| 11 juillet 2016 | Québec                           | Canada           | Plaines d'Abraham (festival)   | Indisponible               |                         |                    |
| Asie |                                  |                  |                                |                            |                         |                    |
| 23 juillet 2016 | Jakarta                          | Indonésie        | ICE-BSD City                   | Indisponible               | 5.000/5.000 (COMPLET)   | 398.000 dollars    |
| 25 juillet 2016 | Kuala Lumpur                     | Malaisie         | Malawati Indoor Stadium        | Indisponible               | 7.100/7.100 (COMPLET)   | 595.000 dollars    |
| 27 juillet 2016 | Singapour                        | Singapour        | Singapore Indoor Stadium       | Gentle Bones               | 6.200/6.200 (COMPLET)   | 499.000 dollars    |
| 29 juillet 2016 | Nonthaburi                       | Thaïlande        | IMPACT Arena                   | Jai Waetford               | 8.100/8.100 (COMPLET)   | 643.000 dollars    |
| 31 juillet 2016 | Pasay City                       | Philippines      | MOA Arena                      | Darren Espanto             | 11.500/11.500 (COMPLET) | 796.000 dollars    |
| 2 août 2016 | Tokyo                            | Japon            | Tokyo Forum                    | DNCE                       | 10.000/10.000 (COMPLET) | 798.000 dollars    |
| 3 août 2016 | Tokyo                            | Japon            | Tokyo Forum                    | DNCE                       | 10.000/10.000 (COMPLET) | 798.000 dollars    |
| Océanie |                                  |                  |                                |                            |                         |                    |
| 6 août 2016 | Melbourne                        | Australie        | Margaret Court Arena           | DNCE                       | 10.785/10.820           | 909.000 dollars    |
| 9 août 2016 | Sydney                           | Australie        | Qudos Bank Arena               | DNCE                       | 9.490/9.490 (COMPLET)   | 643.000 dollars    |
| 11 août 2016 | Brisbane                         | Australie        | Brisbane Entertainment Centre  | DNCE                       | 5.020/5.020 (COMPLET)   | 371.000 dollars    |
| 13 août 2016 | Auckland                         | Nouvelle-Zélande | Vector Arena                   | DNCE                       | 9.008/9.030             | 632.000 dollars    |
| TOTAL | TOTAL                            | TOTAL            | TOTAL                          | TOTAL                      | 590.000 (99,6%)         | 40.600.000 dollars |
| CONCERTS ANNULES En Asie du 6 au 8 août 2016 : Canton (Chine) et Shanghai en Chine En Amérique du Nord du 3 au 24 septembre 2016 : Paradise et Moncton au Canada (festivals) New York aux Etats-Unis (festival) En Europe du 10 octobre au 18 novembre 2016 Helsinki en Finlande Stockholm en Suède Oslo en Norvège Copenhague au Danemark Cologne, Munich et Francfort-sur-le-Main en Allemagne Amsterdam aux Pays-Bas Paris en France Esch-sur-Alzette au Luxembourg Prague en République tchèque Milan en Italie Zurich en Suisse Anvers en Belgique Manchester, Londres et Birmingham en Angleterre Dublin en Irlande Glasgow en Ecosse Madrid en Espagne Lisbonne au Portugal Dubaï (ville) aux Emirats Arabes Unis En Amérique du Sud du 1er au 18 décembre 2016 : Santiago au Chili Buenos Aires en Argentine Curitiba, Brasilia, São Paulo et Rio de Janeiro au Brésil Mexico, Monterrey et Guadalajara (Mexique) au Mexique |                                  |                  |                                |                            |                         |                    |
| Notes : les concerts à Ottawa et Toronto, respectivement prévus le 25 et 22 mai 2016, ont dû être reportés en raison du match des Raptors de Toronto. Le concert à Ottawa s'est donc déroulé le 22 mai 2016 tandis que le concert à Toronto s'est déroulé le 25 mai 2016. Les concerts à Milwaukee et Québec qui se sont déroulés le 29 juin 2016 et le 11 juillet 2016 ont été organisés dans le cadre de festivals musicaux. Le concert à Jakarta qui s'est déroulé le 23 juillet 2016 a été organisé le jour de l'anniversaire de Selena Gomez. Les concerts à Paradise, Moncton, New York City, Buenos Aires et Sao Paulo qui devaient se dérouler le 3 septembre 2016, le 4 septembre 2016, le 24 septembre 2016, le 3 décembre 2016 et le 10 décembre 2016 avaient été organisés dans le cadre de festivals musicaux. Pour les concerts de New York City et Sao Paulo, Demi Lovato a remplacé Selena Gomez.                    |                                  |                  |                                |                            |                         |                    |

## Setlist, synopsis et tenues
| Partie 1                                                              | Partie 2                                                                                           | Partie 3                                                        | Partie 4                                                 | Partie 5                                                                                   |
| --------------------------------------------------------------------- | -------------------------------------------------------------------------------------------------- | --------------------------------------------------------------- | -------------------------------------------------------- | ------------------------------------------------------------------------------------------ |
| Vidéo d'ouverture Revival Same old love Come and get it (remix) Sober | Vidéo interlude Good for you Survivors Slow down Love you like a love song (remix) Hands to myself | Vidéo interlude Who says Transfiguration (cover) Nobody Feel me | Vidéo interlude Me & my girls Me and the Rythm Body heat | Vidéo finale Sweet Dreams (cover) Kill'em with kidnesss I want you to know Revival (remix) |

Le show pour la tournée s'organise en cinq parties.  Chaque partie regroupe différentes chansons qui se rassemblent par leurs thématiques avec des décors et des tenues différentes. Entre chaque partie, des vidéos exclusives de Selena Gomez sont diffusés sur des écrans géants. Lors de chaque show, Selena Gomez interprète des chansons de son album Revival mais aussi des chansons sorties plus tôt dans sa carrière comme Come and Get It ou Who Says.  Selena Gomez interprète aussi une nouvelle chanson exclusive pour cette tournée intitulée Feel me . Durant le show, avant d'interpréter cette chanson, Selena Gomez déclare « une nuit j'étais un peu irritée et j'ai écris [sic] cette chanson ». Cette chanson personnelle sortira finalement en 2020 : Selena Gomez diffusera sur sa chaîne Youtube la vidéo de sa performance sur la tournée et la chanson figurera dans la version de luxe de son prochain album Rare. Durant le show, Selena Gomez interprète aussi deux covers : Transfiguration de Hillsong Worship et Sweet Dreams de Eurythmics.  
Synopsis
Le spectacle commence  avec l'ombre de Selena Gomez derrière un rideau posant lors du premier couplet de Revival. Juste avant le refrain, le rideau tombe tandis que Selena Gomez marche sur la scène pendant le refrain, dans une combinaison scintillante couleur peau. Des objets de type pyramide entourent Selena Gomez, où elle se transforme en robe noire, puis interprète Same old love. Selena  Gomez retire la robe et procède à chanter une version remixée de Come and get it. Une fois la chanson terminée, elle salue la foule et Sober est joué. Elle quitte ensuite la scène pour un changement de tenue. 
Une vidéo interlude montre Selena Gomez portant des tenues différentes tandis qu'une version instrumentale de The heart wants what it wants est joué. L'écran se lève et Selena Gomez marche à travers un nuage de fumée, puis chante Good for you, Survivors et Slow Down. Puis, elle chante une version remixée de Love you like a love song. Après avoir parlé à la foule pendant un moment, Selena Gomez interprète Hands to myself  avant de sortir pour un autre changement de tenue. 
Après une autre vidéo interlude, Selena Gomez, portant un justaucorps beige et ses cheveux en tresse française, interprète Who says. Après, elle prononce un discours et un piano arrive sur scène. Elle y va et chante un medley de Transfiguration et Nobody. Elle explique ensuite qu'elle a écrit des chansons pour le plaisir et interprète une nouvelle chanson exclusive intitulée Feel me avant de quitter la scène.
Une troisième vidéo interlude est jouée tandis que des roses gonflables montent des côtés de la scène jusqu'au plafond. Selena Gomez entre dans une voiture de type latin et interprète un mélange de Me and my girls et Me & the rythm. Elle interprète ensuite Body heat avec ses danseurs, avant de monter dans la voiture et de partir pour un dernier changement de tenue. 
La dernière vidéo interlude est jouée et  Selena Gomez entre dans un justaucorps multicolore et chante Sweet dreams. Elle parle ensuite à la foule pour une dernière fois, leur demandant de danser et de s'amuser pour les dernières chansons. Elle interprète Kill'em with kidness et I want you to know. Un remix de Revival est chanté comme  dernière chanson. Ensuite, elle fait ses adieux au public avant de quitter la scène, mettant ainsi fin au show.
Tenues
Les tenues de Selena Gomez sont nombreuses pour le show. Elles ont été conçues par des grandes marques et des grands créateurs de mode tels que Karl Lagerfeld, Louis Vuitton, Swarovski, Vionnet ou Monse.